# ادوارد براملی
ادوارد براملی (انگلیسی: Edward Brumley; ۷ مهٔ ۱۸۷۸ – ۳ فوریهٔ ۱۹۴۲) بازیکن فوتبال بود.
از باشگاه‌هایی که در آن بازی کرده‌است می‌توان به باشگاه فوتبال گریمزبی تاون و باشگاه فوتبال ردینگ اشاره کرد.